# Laasow (Spreewaldheide)

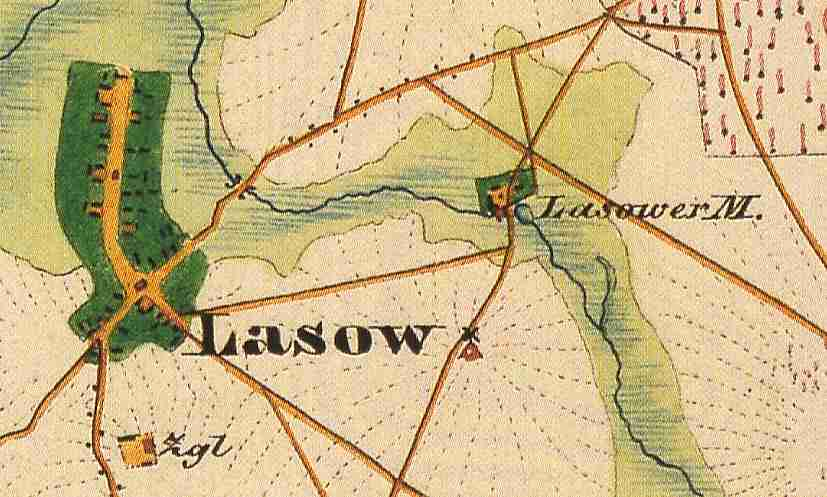
Laasow auf dem Urmesstischblatt 4050 Straupitz von 1846

Laasow, niedersorbisch Łaz, ist ein Ortsteil der Gemeinde Spreewaldheide im brandenburgischen Landkreis Dahme-Spreewald. Es gehörte vom Mittelalter bis weit in das 19. Jahrhundert hinein zur Standesherrschaft Straupitz. Bis 2003 war Laasow eine eigenständige Gemeinde.

## Geographische Lage
Laasow liegt ca. 15 km östlich von Lübben (Spreewald), ca. 12 km südwestlich von Lieberose und 3 km nördlich von Straupitz. Laasow ist über die K6109 von Straupitz über Laasow nach Waldow zu erreichen. Die Gemarkung grenzt im Norden an Waldow, Ortsteil der Gemeinde Spreewaldheide, im Nordosten an Mochow, Ortsteil der Gemeinde Schwielochsee, im Osten an Butzen, im Süden an die Gemeinde Straupitz, im Südwesten an die Gemeinde Neu Zauche und im Westen an Sacrow.
Von Osten nach Nordwesten quert das Ressener Mühlenfließ die Gemarkung, in das von Süden kommend nördlich des Ortes das Laasower Fließ mündet. Das Laasower Fließ kommt von der Gemarkung Straupitz fließt in den Koboldsee und mündet nach 2,5 km in das Ressener Mühlenfließ. Der Laasower See sowie ein kleinerer Teich westlich des Ortskerns in der Niederung des Ressener Mühlenfließes gelegen sind verlandet. Im Süden steigt die Gemarkung auf über 60 m an. Tiefster Punkt ist im Norden das Ressener Mühlenfließ bei etwa 51 m.
Zu Laasow gehört der bewohnte Gemeindeteil Burghof. Weitere vom Ortskern etwas abgesetzte Siedlungen sind die Laasower Dorfstraße 43/44, Laasower Dorfstraße 49–53, Laasower Dorfstraße 45–47 und die ehemalige Laasower Wassermühle in der Laasower Dorfstraße 48 am Ressener Mühlenfließ.

## Geschichte
Laasow wurde am 30. April 1294 erstmals als Lasse urkundlich erwähnt, als Markgraf Dietrich d. J. der Mark Lausitz Dietrich den Alten von Ilow mit den zuvor markgräflichen Dörfern Straupitz, Laasow und Butzen mit allem Zubehör belehnte. Es sind die ersten Anfänge der Herrschaft Straupitz, die damals nur ein Rittersitz war. 1312 sicherte der brandenburgische Markgraf Waldemar, der damals die Markgrafschaft Lausitz innehatte, dem Dietrich von Ihlow zu, dass er direkter Lehnsmann des Markgrafen bliebe, auch wenn die Burg Lübben nicht in der Hand des Markgrafen wäre. Daraus lässt sich schließen, dass der Rittersitz Straupitz (und damit auch Laasow) vom Zubehör der Burg Lübben abgetrennt wurde. Laasow ist von der Dorfstruktur her ein Sackgassendorf. Diese modifizierte Form eines Runddorfes wird heute als Plansiedlung interpretiert, wie sie vor allem von deutschen Grundherren in slawischen Gebieten angelegt wurden. Der Name leitet sich von sorbisch łaz = Neubruch, Rodung her, bezeichnet also eine Siedlung auf Rodungsland.
1447 verkaufte ein (späterer) Dietrich von Ihlow den Rittersitz Straupitz mit allem Zubehör, nämlich Straupitz mit Weinberg und Vorwerk, Laasow mit der Mühle, Butzen, Byhlen, Byhleguhre, Mochow und Groß Liebitz an die Brüder Caspar, Heinrich und Franz, Burggrafen von Dohna. Damit wird erstmals auch die Laasower Wassermühle erwähnt, heute der Gebäudekomplex Laasower Dorfstraße 48.
Am 11. Oktober 1578 verkauften Caspar IV. und seine Söhne Christoph Wilhelm und Hans Burggrafen von Dohna die Herrschaft Straupitz für 45.000 Taler an Joachim I. von der Schulenburg. Die kleine Herrschaft blieb nun für drei Generationen in der Hand derer von der Schulenburgs. 1615 verkauft Joachim (VII.) von der Schulenburg die Herrschaft Straupitz und damit auch Laasow für 75.000 Taler an den Obersteuereinnehmer und Landgerichtsassessor der Niederlausitz Georg von Wallwitz. Nur 40, allerdings sehr schwere Jahre verblieb die Herrschaft im Besitz derer von Wallwitz. Am 14. Juli 1655 verkaufte Bastian von Wallwitz, die durch den Dreißigjährigen Krieg stark geschädigte Herrschaft Straupitz für 54.137 Taler an den General in schwedischen, polnischen, kurfürstlich-brandenburgischen und sächsischen Diensten Christoph von Houwald. Die Familie von Houwald war bis 1945 im Besitz der Herrschaft Straupitz und bestimmte bis 1849, als die Patrimonialgerichtsbarkeit an den Kreis überging, auch maßgeblich die Geschichte des Ortes Laasow.
Bevölkerungsentwicklung von 1818 bis 2002
| Jahr      | 1818 | 1846 | 1871 | 1890 | 1910 | 1925 | 1939 | 1946 | 1950 | 1964 | 1971 | 1981 | 1991 | 2002 |
| Einwohner | 215  | 290  | 314  | 310  | 288  | 249  | 221  | 375  | 352  | 264  | 221  | 194  | 165  | 165  |

1708 lebten zehn Bauern, vier Kossäten und ein Büdner in Laasow. 1718 hatte das Dorf 1225 Gulden Schatzung, nach der die Steuer berechnet wurde. 1723 werden 14 Laasower Untertanen genannt. Im Schmettauschen Kartenwerk von 17767/87 ist neben der Wassermühle auch erstmals eine Windmühle verzeichnet. Die Windmühle existiert nicht mehr. Sie stand auf dem Mühlberg etwa gegenüber dem Gebäude Laasower Dorfstraße 56. Sie muss um 1900 bereits abgerissen worden sein, denn sie ist in der Topographischen Karte 1:25.000 Blatt 4050 Straupitz (1900) nicht mehr verzeichnet.
1809 wird die Bevölkerung von Laasow mit 20 Ganzkossäten und 12 Häusler oder Büdner angegeben. 1818 wird erstmals die Ziegelei südlich des Ortskerns erwähnt. In diesem Jahr wurden 33 Feuerstellen in Laasow selbst und je eine Feuerstelle in der Mühle und der Ziegelei gezählt. Insgesamt lebten 215 Menschen in Laasow. Bis 1844 war die Zahl der Einwohner auf 290 und die Zahl der Feuerstellen auf 37 gestiegen, für 1852 werden 311 Einwohner vermeldet. Berghaus schreibt 1856: Boden (der Gemarkung Laasow) ist von mittelmäßiger Beschaffenheit. Für das Jahr 1861 werden dann 37 Häuser und 309 Einwohner für den Ort angegeben. Die Wassermühle und die Windmühle gehörte einem gewissen Winkler. Die Ziegelei war in Besitz eines Poeschk, wohnhaft in Neu Zauche. Diese Ziegelei lag gegenüber dem heutigen Friedhof an der Straße nach Straupitz. Bis 1864 waren zwei weitere Ziegeleien entstanden. Die eine Ziegelei lag im Bereich des heutigen Wohnplatzes Burghof, die zweite Ziegelei war am Weg nach Neu Zauche, zwischen dem Ortskern und dem Übergang über das Laasower Fließ eingerichtet worden; dort erinnert die Flur Ziegelscheune noch an diese Ziegelei. Alle drei Ziegeleien sind auch noch auf der topographischen Karte 1:25.000 von 1902ff. verzeichnet. 1904 wurde der Abschnitt Straupitz bis Goyatz der Spreewaldbahn gebaut. Laasow erhielt einen Haltepunkt.
Nach dem Zweiten Weltkrieg wurden in Laasow fünf Neubauernstellen geschaffen. 1958 gründete sich in Laasow die LPG Typ I „Neuer Weg“, die sich bis 1967 mit den LPGs Straupitz, Byhleguhre, Butzen, Sacrow, Waldow, Caminchen und Neu Zauche zur Kooperationsgemeinschaft Straupitz zusammengeschlossen hatte. Die LPGs wurden 1990 aufgelöst; heute bewirtschaften drei landwirtschaftliche Betriebe die gesamte Fläche der Gemarkung. Laasow hat als einziger Ortsteil in der Gemeinde Spreewaldheide eine bewirtschaftete Gaststätte mit einem Saal. Dort finden die Feierlichkeiten für alle Ortsteile statt.
Ab 1992 gehörte Laasow dem Amt Straupitz (1994 umbenannt in Amt Oberspreewald) an. Im Rahmen der Gemeindegebietsreform in Brandenburg schloss sich die Gemeinde Laasow am 26. Oktober 2003 mit den Gemeinden Butzen und Sacrow-Waldow zu der neuen Gemeinde Spreewaldheide zusammen. Gleichzeitig erfolgte die Fusion der Ämter Oberspreewald und Lieberose zum Amt Lieberose/Oberspreewald.

## Denkmale und Sehenswürdigkeiten

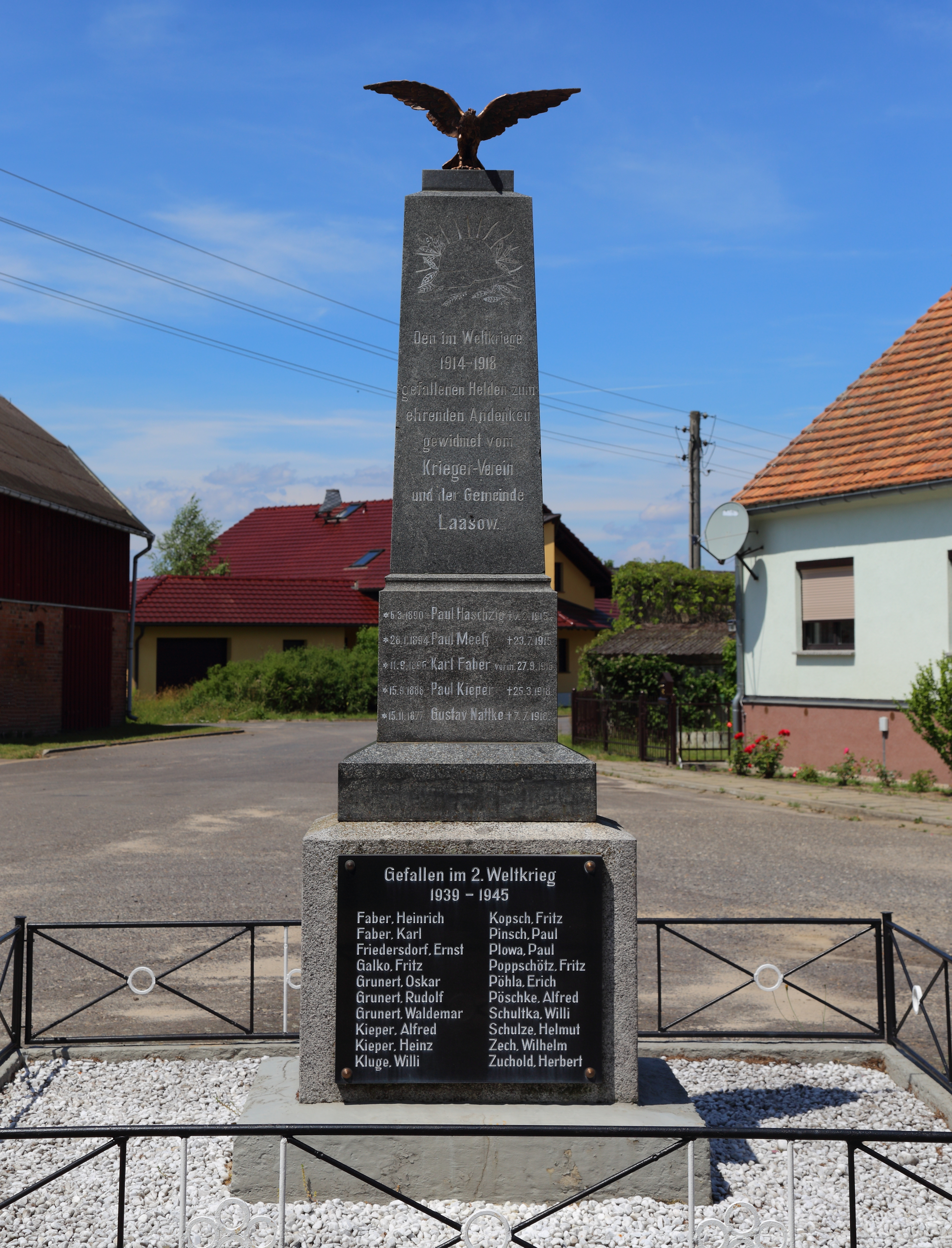
Kriegerdenkmal

Die Denkmalliste des Landes Brandenburg verzeichnet für Laasow weder Boden- noch Baudenkmale. Die meisten Bauernhäuser wurden um 1900 erbaut, einige sind liebevoll restauriert und durchaus sehenswert. Auf dem Dorfplatz wurde ein Kriegerdenkmal für die Gefallenen des Ersten und Zweiten Weltkrieges errichtet.

## Vereine und Feste
Die Freiwillige Feuerwehr sorgt für den Brandschutz und die allgemeine Hilfe. Laasow besitzt einen Jugendclub, der in der alten Dorfschule eingerichtet ist. Im Ort besteht ein Tischtennisverein und eine Jagdgenossenschaft. Die Sommerfeste werden im Dorfpark mit Tanzfläche gefeiert.